# Certa jeziorowa
Certa jeziorowa (Vimba elongata) – gatunek słodkowodnej ryby z rodziny karpiowatych (Cyprinidae), czasami uznawany za podgatunek certy (Vimba vimba).

## Występowanie
Alpejskie jeziora w południowej Bawarii i górnej Austrii.